# زمین‌لرزه ایرپینیا
زمین‌لرزه ایرپینیا ممکن است به یکی از موارد زیر اشاره داشته باشد:
- زمین‌لرزه ۱۹۳۰ ایرپینیا
- زمین‌لرزه ۱۹۸۰ ایرپینیا